# Neospintharus
Genre
Neospintharus est un genre d'araignées aranéomorphes de la famille des Theridiidae.

## Distribution
Les espèces de ce genre se rencontrent en Amérique et en Asie.

## Liste des espèces
Selon World Spider Catalog (version 23.5, 16/09/2022) :
- Neospintharus baboquivari (Exline & Levi, 1962)
- Neospintharus baekamensis Seo, 2010
- Neospintharus bicornis (O. Pickard-Cambridge, 1880)
- Neospintharus concisus (Exline & Levi, 1962)
- Neospintharus fur (Bösenberg & Strand, 1906)
- Neospintharus furcatus (O. Pickard-Cambridge, 1894)
- Neospintharus kandelensis Tharmarajan & Benjamin, 2022
- Neospintharus nipponicus (Kumada, 1990)
- Neospintharus obscurus (Keyserling, 1884)
- Neospintharus ohiyiaensis Tharmarajan & Benjamin, 2022
- Neospintharus parvus Exline, 1950
- Neospintharus rioensis (Exline & Levi, 1962)
- Neospintharus syriacus (O. Pickard-Cambridge, 1872)
- Neospintharus triangularis (Taczanowski, 1873)
- Neospintharus trigonum (Hentz, 1850)

## Systématique et taxinomie
Ce genre a été décrit par Exline en 1950 dans les Theridiidae.

## Publication originale
- Exline, 1950 : « Conopisthine spiders (Theridiidae) from Peru and Ecuador. » Studies Honoring Trevor Kincaid, University of Washington Press, p. 108-124.